# Marcel Duriez
Pour les articles homonymes, voir Duriez.
Marcel Duriez (né le 20 juin 1940 à Seclin et mort le 2 février 2023 à Clermont-Ferrand,) est un athlète français spécialiste du 110 mètres haies.

## Biographie

### Origines
Marcel Paul Duriez est né à Seclin. 

### Carrière
Licencié à l'Étoile Oignies, il participe à ses premiers Jeux olympiques en 1960 à l'âge de vingt ans, échouant au deuxième tour des séries du 110 m haies. Vainqueur de son premier titre national en 1963, Marcel Duriez se classe sixième de la finale des Jeux olympiques de 1964 dans le temps de 14 s 0. Il remporte par la suite quatre titres de champion de France consécutifs, de 1965 à 1968, et se classe troisième des Championnats d'Europe de Budapest, derrière l'Italien Eddy Ottoz et l'Allemand Hinrich John. 
Sélectionné pour les Jeux olympiques d'été de 1968 se déroulant à Mexico, Marcel Duriez établit lors des demi-finales la meilleure performance de sa carrière sur 110 mètres haies en réalisant le temps de 13 s 73. Il se classe septième de la finale.

## Décoration
- Médaille d'honneur de la jeunesse et des sports, à titre exceptionnel (1966)[4]

## Palmarès
- 48 sélections en Équipe de France A
- 5 sélections en Équipe de France Jeunes
- Championnats de France Élite :
  - Champion de France du 110 m haies en 1963, 1965, 1966, 1967 et 1968.

| Année | Compétition           | Lieu     | Place | Épreuve     |
| ----- | --------------------- | -------- | ----- | ----------- |
| 1959  | Jeux méditerranéens   | Beyrouth | 2e    | 110 m haies |
| 1963  | Jeux méditerranéens   | Naples   | 2e    | 110 m haies |
| 1964  | Jeux olympiques       | Tokyo    | 6e    | 110 m haies |
| 1966  | Championnats d'Europe | Budapest | 3e    | 110 m haies |
| 1968  | Jeux olympiques       | Mexico   | 7e    | 110 m haies |